# ECU-TEST
ecu.test je softwarový nástroj vyvinutý společností tracetronic GmbH, založenou v Drážďanech, Německo, pro softwarové testování a validaci vestavěných (zabudovaných systémů).
Od vydání první verze ecu.test v roce 2003 , je software používán jako standardní (běžný) nástroj ve vývoji automobilových řídících jednotek (Electronic Control Unit), a čím dál tím více ve vývoji těžkého strojírenství podobně jako v tovární automatizaci. Vývoj software začal v rámci výzkumného projektu „systematického testování řídících jednotek“ a položil základní kámen pro tracetronic GmbH z Technické univerzity v Drážďanech.
ecu.test se zaměřuje na specifikaci, implementaci, dokumentaci, realizaci a vyhodnocení zkušebních (testovacích) případů. Vzhledem k různým testovacím automatizačním metodikám, nástroj zajišťuje účinné provádění všech činností tvorby, realizace a vyhodnocení testovacích případů (Test-case).

## Funkčnost

### Metodologie
ecu.test automatizuje kontrolu celého testovacího prostředí a podporuje širokou škálu testovacích nástrojů.
Různé úrovně (vrstvy) abstrakce pro naměřené veličiny dovoluje aplikaci použití v různých úrovních testů, např. v rámci modelu ve smyčce, software ve smyčce (SIL) a hardware ve smyčce (HIL) jakož i v reálných systémech (RTI, například v automobilu).
Vytváření testovacích případů v ecu.test je grafické a nevyžaduje tudíž žádné znalosti programování. Test-case popisy mají obecný tvar, který spolu s rozsáhlou parametrizací a možností konfigurace umožňuje jednotný přístup ke všem testovacím nástrojům a tím zjednodušuje znovuvyužití existujících testů přes vícenásobné vývojové fáze.

### Struktura
ecu.test je rozdělen do čtyř funkčních oblastí:
- Editor a Projekt Manager
- Konfigurátor
- Test Engine
- Analyzér a Protokol Generátor

Za účelem vytvoření testovacího případu (test-case), jedné nebo více sekvencí kroků testu a jejich parametrizací jsou specifikovány pomocí Editoru. Testovací kroky zahrnují čtení a vyhodnocování stavu proměnných testovaného vzorku, manipulaci s testovacím prostředí, stejně jako provádění diagnostických funkcí a řídicích struktur. Pro organizaci (řízení) několika testovacích případů se používá Projekt manager.
Dodatečné nastavení pro testované zařízení a testovací prostředí lze provést pomocí Konfigurátoru.
Provedení zkoušky případů se provádí za použití vícestupňového Test Engine. Vygenerovaná log-data tvoří základ pro vytvoření testovacích protokolů. Následně po vyhodnocení testu jsou volitelné kontroly nahraných naměřených veličin provedeny v Analyzéru. Z výsledků provedeného testu a jeho kontroly pak Protokol Generátor vygeneruje podrobnou zprávu o zkoušce, která je zobrazena interaktivně a může být archivována v souborech a databázích.

## Rozhraní
ecu.test poskytuje jasně definované rozhraní pro rozšíření i pro integraci do stávajících zkušebních a ověřovacích procesů.
Velké množství zkušebního hardware a software je podporováno výchozím nastavením (standardně). Užitím uživatelských testovacích kroků, plug-inů a Python skriptů, a dalšími nástroji může být spojen s minimálním úsilím. Pomocí speciální klient-server architektury , jsou softwarové nástroje dostupnější v testovacím počítači v distribuovaných testovacích prostředí. Užitím COM rozhraní mohou být integrvány další nástroje, např. pro správu požadavků, řízení revizí a modelu založeném na testování.
ecu.test podporuje následující hardwarové a softwarové nástroje a je založen na následujících normách:

### Podporovaný hardware a software
- A&D: iTest
- ASAM: ACI
- ASAM: iLinkRT
- ASAM: XiL
- ASAP: STEP
- ATI: VISION
- AVL: LYNX
- AVL: PUMA
- Basler: pylon
- Beckhoff: TwinCAT
- Digiteq: FrameGrabber 4 MultiBox
- Digiteq: MGB
- dSPACE: AURELION
- dSPACE: ControlDesk
- dSPACE: ModelDesk
- dSPACE: MotionDesk
- dSPACE: RTMaps
- dSPACE: XIL API
- EA: UTA12
- EMVA: GenICam
- ESI: SimulationX
- ETAS: BOA
- ETAS: COSYM-SIL
- ETAS: INCA
- ETAS: LABCAR-PINCONTROL
- FEP
- FEP3
- FEV: Morphée
- froglogic: Squish
- Google: ADB
- Göpel: Video Dragon
- HEXAGON: VTD
- HMS: ACT – Restbussimulation
- HMS: Legacy Bus Interfaces (VCI V2)
- HMS: VCI V4
- HORIBA FuelCon: TestWork
- IDS: uEye
- IPG: CarMaker
- IPG: CarMakerHeadless
- IPG: RealtimeMaker
- JS Foundation: Appium
- Keysight: CDS
- Keysight: ESD
- KS Engineers: Tornado
- Lauterbach: TRACE32
- MAGNA: BluePiraT
- Mathworks: MATLAB/Simulink
- Mechanical Simulation Corporation: CarSim
- MicroNova: NovaCarts
- Modelica Association: FMI
- National Instruments: LabVIEW
- National Instruments: VeriStand
- National Instruments: VISA
- OPAL-RT: RT-LAB
- PEAK: PCAN
- PLS: UDE
- QUANCOM: QLIB
- RA Consulting: DiagRA D
- ROS2
- SAE: PassThru
- SFC: Selenium
- Softing: Diagnostic Tool Set
- Softing: EDIABAS
- Speedgoat: Simulink Real-Time XIL
- Synopsys: Silver
- Synopsys: Virtualizer
- Technica: BTS
- Technica: Capture Module
- The GNU Project: GDB
- TOSUN: libTSCAN API
- tracetronic: Ethernet
- tracetronic: Multimedia
- tracetronic: RemoteCommand
- tracetronic: RemoteCommandLinux
- tracetronic: Serial interface
- tracetronic: SocketCAN
- tracetronic: SSH MultiConnect
- tracetronic: ZeroMQ
- TTTech: TTXConnexion
- Typhoon HIL: Typhoon HIL Control Center
- Vector: CANalyzer
- Vector: CANape
- Vector: CANoe
- Vector: DYNA4
- Vector: SIL Kit
- Vector: XL API
- VehInfo: LABCAR
- ViGEM: Car Communication Analyzer
- VW: ODIS
- X2E: Xoraya

### Podporované systémy pro správu životního cyklu aplikací
- IBM Engineering Test Management - ETM
- Jama connect
- OpenText ALM/Quality Center (HP Quality Center)
- OpenText ALM Octane
- PTC Codebeamer
- PTC Windchill
- SIEMENS Polarion ALM

### Podporované systémy pro správu verzí
- Apache Subversion
- Git